# Dobrava pri Kostanjevici
Dobrava pri Kostanjevici je naselje v Občini Kostanjevica na Krki.